# 福島県道327号広田停車場線
福島県道327号広田停車場線（ふくしまけんどう327ごう ひろたていしゃじょうせん）は、福島県会津若松市にある一般県道である。

## 路線概要
- 起点：会津若松市河東町大字広田字中島戊（JR磐越西線 広田駅前）
- 終点：会津若松市河東町大字郡山七ツ段丙
- 総延長：907m[1]
  - 実延長：740m
- 路線認定年月日：1970年11月20日[2]

### 重用区間
- 福島県道69号北山会津若松線（河東町大字郡山字中道～河東町大字郡山七ツ段丙（終点））

## 通過する自治体
- 会津若松市

## 接続・交差する道路
- 福島県道69号北山会津若松線 会津若松市街地方面（河東町大字郡山字中道）
- 福島県道33号会津坂下河東線（河東町大字郡山七ツ段丙 終点）

## 沿線
- JR広田駅